# نيلسون باولينو
نيلسون باولينو (بالإنجليزية: Nelson Paulino)‏ هو لاعب كرة قاعدة دومينيكاوي، ولد في 23 يناير 1973 في سالسيدو في جمهورية الدومينيكان.